# Aphonopelma levii
Aphonopelma levii là một loài nhện trong họ Theraphosidae.
Loài này thuộc chi Aphonopelma. Aphonopelma levii được miêu tả năm 1995 bởi Smith.